# Maels Rodríguez
Maels Rodríguez Corrales es un jugador de béisbol y medallista olímpico nacido el 15 de octubre de 1979 en Báez, Villa Clara, Cuba. 
Participó en 6 Series Nacionales, actuando como lanzador para el equipo Los Gallos de Sancti Spíritus. Se caracterizó por ser un pitcher de recta muy dura, oscilando entre los 97 y 101 mph y una slider entre los 87 y 92 mph. Es conocido también por ser el único lanzador cubano que ha lanzado un juego perfecto; en una segunda ocasión lanzó un cero hit cero carreras (no hit no run) convirtiéndose de esta forma en uno de los pocos lanzadores cubanos que han logrado la hazaña de lanzar dos juegos de no hit no run.

## Estadísticas de por vida
| NOMBRE                    | SERIES | JL  | JI  | JC | JR | JG | JP | PRO   | L  | PAR | JS | INN | VB   | BE   | H   | AVE   | C   | CL  | PCL  | SO   | BB  | BI | 2B | 3B | HR | SH | SF | DB | BK | WP | IO |
| RODRIGUEZ CORRALES, MAELS | 06     | 156 | 125 | 42 | 31 | 65 | 45 | 0.591 | 14 | 13  | 11 | 938 | 3208 | 3834 | 569 | 0.177 | 294 | 239 | 2.29 | 1148 | 486 | 17 | 85 | 15 | 30 | 63 | 16 | 61 | 1  | 98 | 0  |
|                           |        |     |     |    |    |    |    |       |    |     |    |     |      |      |     |       |     |     |      |      |     |    |    |    |    |    |    |    |    |    |    |
|                           |        |     |     |    |    |    |    |       |    |     |    |     |      |      |     |       |     |     |      |      |     |    |    |    |    |    |    |    |    |    |    |
|                           |        |     |     |    |    |    |    |       |    |     |    |     |      |      |     |       |     |     |      |      |     |    |    |    |    |    |    |    |    |    |    |